# Carpentras (stolica tytularna)

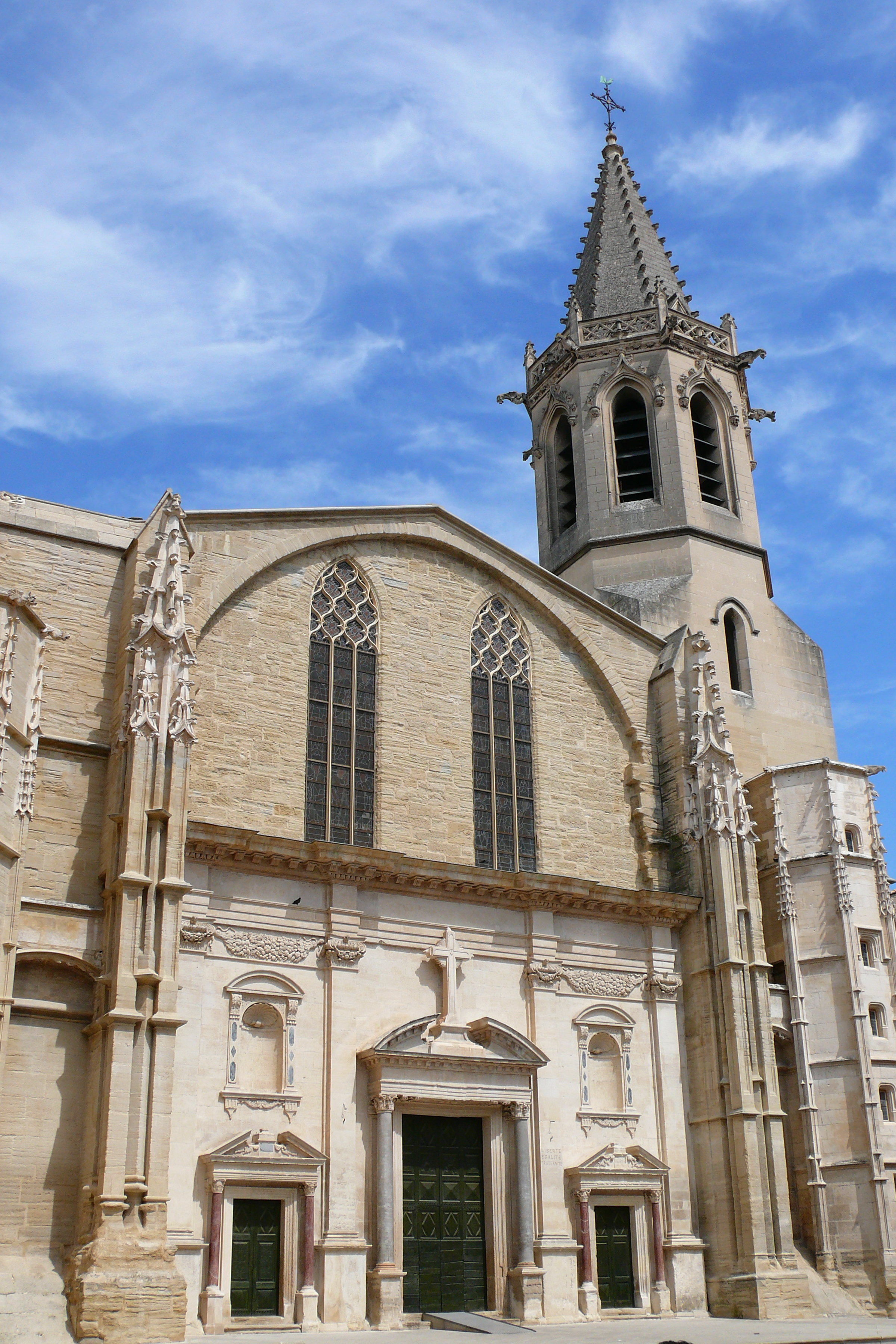
Dawna katedra diecezjalna w Carpentras

Carpentras (łac. Dioecesis Carpentoractensis) – stolica historycznej diecezji we Francji erygowanej ok. IV wieku, a włączonej w 1801 w skład diecezji Awinion.
Współcześnie miasto Carpentras znajduje się w regionie Prowansja-Alpy-Lazurowe Wybrzeże we Francji. Obecnie katolickie biskupstwo tytularne ustanowione w 2009 przez papieża Benedykta XVI.

## Biskupi tytularni
| Lp. | Biskup              | Funkcja                           | Od              | Do                   |
| --- | ------------------- | --------------------------------- | --------------- | -------------------- |
| 1   | Emmanuel Gobilliard | biskup pomocniczy Lyonu (Francja) | 16 czerwca 2016 | 15 października 2022 |
| 2   | Loïc Lagadec        | biskup pomocniczy Lyonu (Francja) | 9 marca 2023    |                      |